# 比耶夫尔 (比利时)
比耶夫尔（法語：Bièvre，法語發音：[bjɛvʁ] ⓘ）是比利时瓦隆大区那慕爾省迪南区的一个市镇，东与盧森堡省接壤，通行法语，是比利时法语社群的一部分，面积109.59平方千米，人口3,307人（2018年1月1日）。